# Józef Pawłusiewicz
Józef Leonard Pawłusiewicz (ur. 6 listopada 1902 w Stawczanach, zm. 9 lutego 1979) – pułkownik Wojska Polskiego, dowódca oddziału polskiej samoobrony w Bieszczadach, hodowca psów gończych.

## Życiorys
Wychował się w Bieszczadach, w Łęgu koło Soliny, gdzie jego ojciec nabył ok. 50 ha majątek. Z zamiłowania był myśliwym. Brał czynny udział w walkach polsko-ukraińskich w 1918 i 1919 oraz w wojnie polsko-bolszewickiej w 1920. Został awansowany do stopnia podporucznika rezerwy artylerii ze starszeństwem z 1 stycznia 1929. Następnie pełnił służbę w Straży Granicznej. W 1934 jako rezerwy był przydzielony do Oficerskiej Kadry Okręgowej nr V jako oficer przewidziany pełniący służbę w SG i pozostawał wówczas w ewidencji Powiatowej Komendy Uzupełnień Jasło.
Po wybuchu II wojny światowej w kampanii wrześniowej 1939 w stopniu porucznika dowodził oddziałem pograniczników w walkach z Niemcami. Następnie po rozbiciu wojsk polskich powrócił w rodzinne strony i działał w obronie miejscowej ludności przed hitlerowcami i nacjonalistami ukraińskimi. Zorganizowany i dowodzony przez niego oddział samoobrony początkowo przerzucał ludzi przez granicę ze Słowacją, ukrywał Żydów i zbiegłych jeńców radzieckich. Następnie prowadził akcje dywersyjne, organizował zamachy na dygnitarzy hitlerowskich oraz działania wywiadowcze. Jego przyjacielem był Czesław Wawrosz. W wyniku dalszych działań partyzanckich jego oddział, jako czwarta kompania polska wszedł w skład radzieckiego oddziału partyzanckiego im. Stalina, dowodzonego przez Polaka kpt. Mikołaja Kunickiego ps. „Mucha”.
1 stycznia 1945 otrzymał stopień kapitana i został wcielony do 1 Brygady Zaporowej w Majdanku. Następnie po kilku miesiącach pracy jako komendant Szkoły Podoficerskiej Kawalerii awansował na majora i został skierowany do zorganizowania Zakładu Tresury Psów Służbowych Korpusu Bezpieczeństwa Wewnętrznego w Michalinie (od 1946 w Sułkowicach). Jednocześnie pełnił też obowiązki instruktora szkolenia szwadronów kawalerii. W 1959 mianowany został komendantem Zakładu Tresury Psów Służbowych KBW i MO w Sułkowicach. Od 1 kwietnia 1956 do 1 września 1958 kierował Zakładem Tresury Psów Służbowych Milicji Obywatelskiej w Sułkowicach. Awansował do stopnia pułkownika i w 1959 przeszedł na emeryturę.
Po wojnie działał w związku kynologicznym i oddał zasługi w hodowli rasy „gończy polski”. Autor książki pt. Na dnie jeziora, która została wydana już po jego śmierci w Polsce w 1981 (wyd. Ludowa Spółdzielnia Wydawnicza) oraz w Czechach w 1989. Jest to biografia, która stanowi ważną pozycję w historii polskich Bieszczadów. Pierwsze pełne, nieocenzurowane wydanie publikacji ukazało się w 2009.

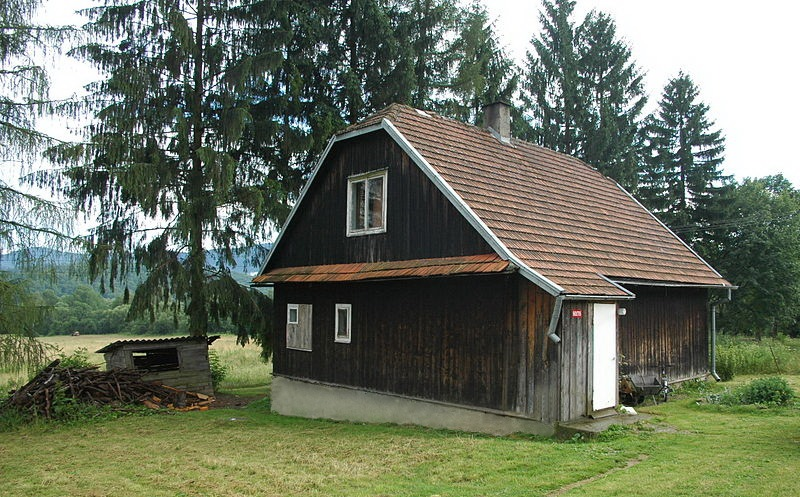
Dom Józefa Pawłusiewicza w Rajskim - widok obecny

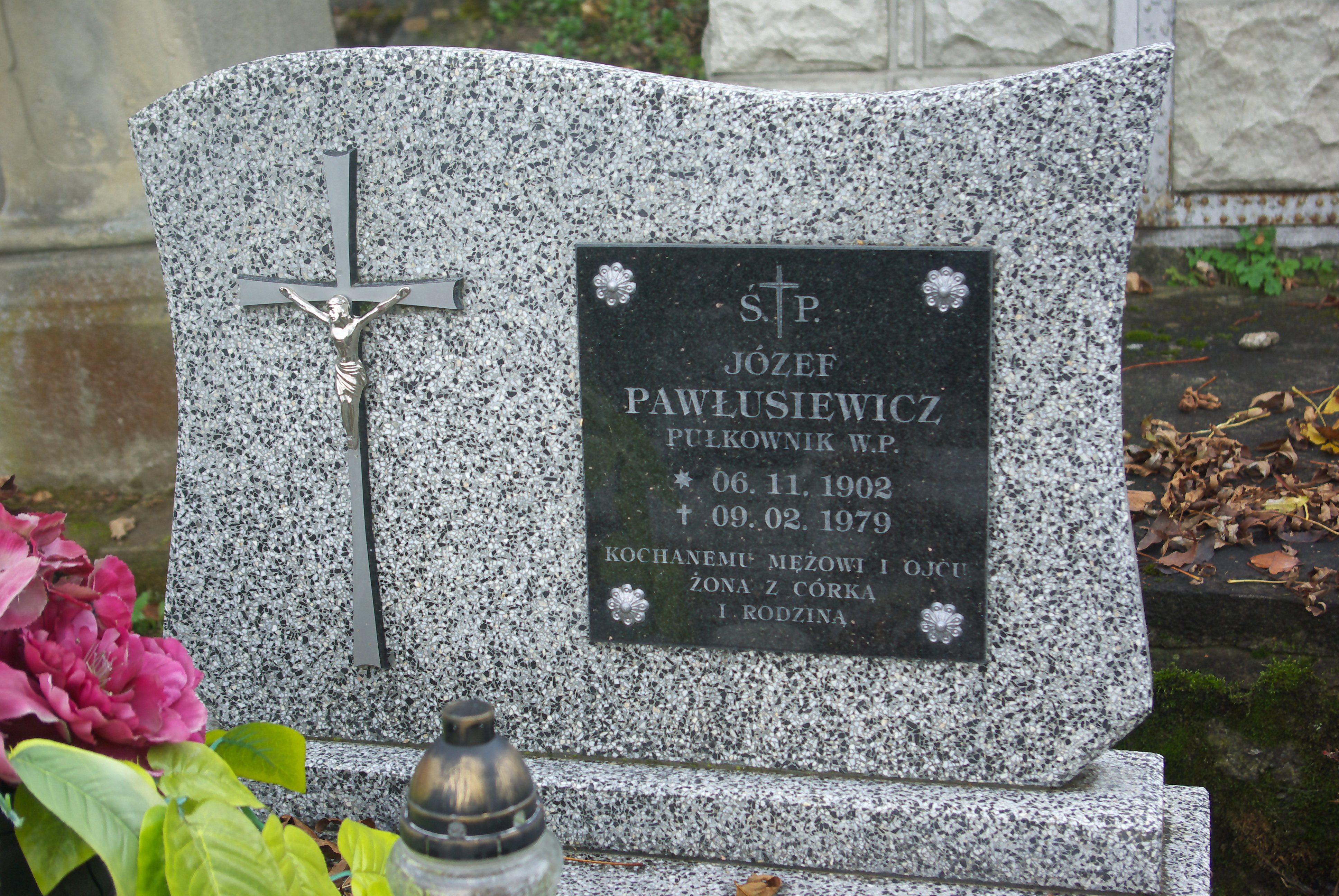
Nagrobek Józefa Pawłusiewicza

Został pochowany na cmentarzu komunalnym w Lesku. Był żonaty, miał córkę.
Akcja powieści przygodowej dla młodzieży pt. Dzikus, czyli wyjęty spod prawa autorstwa Wandy Żółkiewskiej, rozgrywa się w Rajskiem w domu Józefa Pawłusiewicza. Jednymi z bohaterów są on sam oraz cztery jego ogary. W powieści tej nakreślona jest wyraźnie sylwetka Pawłusiewicza, jego charakter na co dzień. Autorka uwidoczniła jego wielkie zamiłowanie i znawstwo ogarów, jak również umiłowanie ziemi bieszczadzkiej i znajomość jej historii. Pawłusiewicz w swych opowieściach przytacza wiele faktów ze swej wojennej przeszłości, wiele innych wspominanych jest ustami pozostałych bohaterów powieści.

## Ordery i odznaczenia
- Odznaka Honorowa „Orlęta”[5]
- Medal Pamiątkowy za Wojnę 1918–1921[5]
- Medal Dziesięciolecia Odzyskanej Niepodległości[5]
- Odznaka Strzelecka[5]
- Państwowa Odznaka Sportowa[5]
- Odznaka Pamiątkowa Straży Granicznej[5]
- Medal Pamiątkowy na 20 Rocznicę Słowackiego Powstania Narodowego (1964)[6]